# Manfred von Clary-Aldringen
El Conde Manfred von Clary-Aldringen (30 de mayo de 1852, Palacio Mollard-Clary, Viena - 12 de febrero de 1928, Castillo de Herrnau, Salzburgo) fue un noble y estadista austrohúngaro. Sirvió como 16º Ministro-Presidente de la Cisleitania (por lo tanto el 28º Ministro-Presidente de Austria).

## Biografía

### Familia
Nacido en el seno de una prominente familia principesca austrohúngara de origen bohemio (los Clary-Aldringen), el hijo del Fürst (príncipe) Edmund Moritz y de la Fürstin (princesa) Elisabeth-Alexandrine von Clary-und-Aldringen, (nacida condesa de Ficquelmont). Es el hermano menor del Príncipe Siegfried (1848-1929) quien era un prominente diplomático austrohúngaro y nieto del Conde Charles-Louis de Ficquelmont (1777-1857), 2º Ministro-Presidente del Imperio austriaco.
En 1884, contrajo matrimonio en Viena con la Gräfin (condesa) Franziska Pejácsevich von Veröcze, heredera de una de las más poderosas familias croatas, descendiente de los príncipes Esterházy von Galántha. La pareja tuvo dos hijos.

### Carrera política
El Conde Clary-und-Aldringen estudió Derecho en la Universidad de Viena antes de iniciar una carrera política en la Austria Imperial. El Imperio austrohúngaro estaba dominado por un pequeño círculo de familias de la alta nobleza que tenían gran poder y enorme riqueza y así jugaban un importante papel en la política y la diplomacia. El Conde Manfred es el perfecto ejemplo de esta influencia.
El 22 de febrero de 1896 se convirtió en Gobernador del Länder de la Silesia Austriaca, un puesto clave en una región estratégica del Imperio: no solo era un länder rico en recursos naturales sino que también estaba situado en la frontera con los imperios alemán y ruso. La Silesia Austriaca era heredera de una prolongada lucha entre estos tres imperios y estaba en el corazón de las cuestiones nacionalistas del irredentismo de Europa central.
En 1898, el Conde se convirtió en Gobernador y representante del Reichsrat Imperial Austriaco para el Länder de Estiria, un puesto de gran importancia que mantuvo hasta la caída del Imperio en 1918. Estiria era una de las potencias de la economía austrohúngara, el länder era un centro de la industria y la agricultura, y su capital Graz era una de las ciudades más pobladas del Imperio.
Entre el 2 de octubre y el 21 de diciembre de 1899, el Conde Clary-und-Aldringen sirvió como Ministro-Presidente de Austria, siguiendo los pasos de su abuelo, el Conde Charles-Louis de Ficquelmont (1777-1857) quien sucedió al Príncipe Metternich como segundo Ministro-Presidente del Imperio en 1848.

### Vida posterior

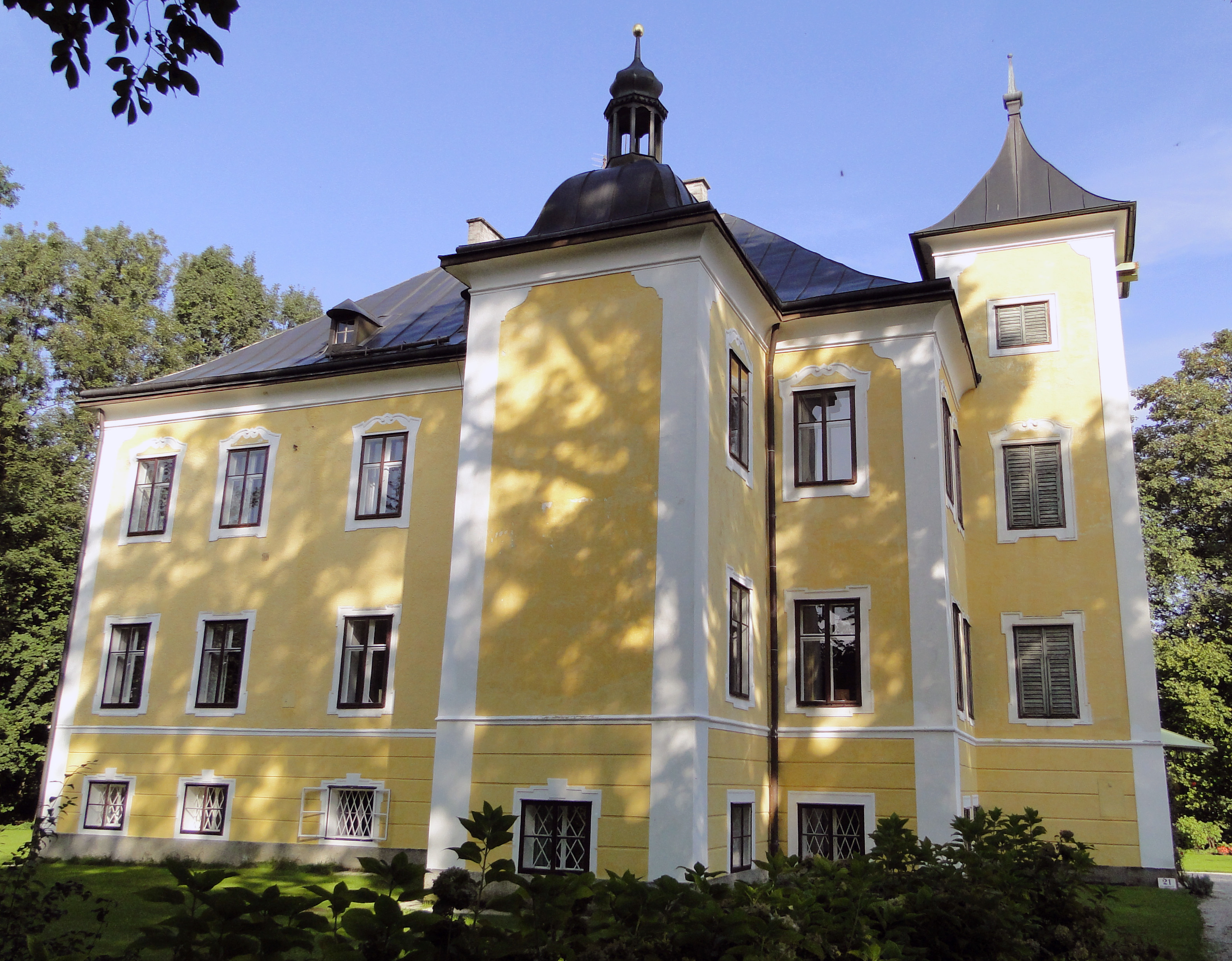
Castillo de Herrnau, Salzburgo.

Después de la caída del Imperio austrohúngaro tras la derrota de las Potencias Centrales durante el otoño de 1918, el Conde Manfred dimitió de todos sus cargos oficiales y pasó el resto de sus años entre sus fincas en Austria y las fincas checas de su familia (en Teplice).
El 12 de febrero de 1928, el conde Manfred von Clary-und-Aldringen murió en su residencia del Schoss Herrnau (Palacio Herrnau) en Salzburgo.
El Conde Clary und Aldringen es visto ampliamente como un modernizador y ha sido considerado tanto uno de los más prominentes estadistas del fin del Imperio austriaco como un símbolo de la influencia de la alta nobleza austrohúngara en la política en el final del siglo XIX.
También ha sido conocido por su exitosa lucha contra la tuberculosis cuando era Presidente de la Cruz Roja austriaca en el Kronland.